# Rádio Devín
Rádio Devín (SRo 3)  ist ein öffentlich-rechtlicher Hörfunksender aus der Slowakei.
Rádio Devín sendet ein Kulturprogramm mit klassischer Musik und Opern. Er zählt zu den überregionalen Hörfunksendern und ist auf den UKW-Frequenzen 102,0 (Banská Bystrica), 101,3 (Košice) und 88,6 (Rožňava) zu empfangen.